# Melanolophia rectilinearia
Melanolophia rectilinearia är en fjärilsart som beskrevs av Achille Guenée 1858. Melanolophia rectilinearia ingår i släktet Melanolophia och familjen mätare. Inga underarter finns listade i Catalogue of Life.